# Agrupación Revolucionaria de Izquierda
La Agrupación Revolucionaria de Izquierda (ARDI) fue una organización política venezolana fundada en 1931 después de la firma del Plan de Barranquilla, un documento crítico del dictador Juan Vicente Gómez redactado por exiliados políticos y considerado como el «programa-manifiesto» de la ARDI. Pocos días después los firmantes del Plan fundarían la agrupación en la mismo ciudad, en Barranquilla, Colombia. La ARDI es una predecesora del partido político Acción Democrática.
Sin embargo, ARDI se mantuvo durante su existencia realmente como una asociación formada casi exclusivamente por ciertos exiliados políticos, pero más adelante ARDI fue sustituida en 1936 por el Movimiento de Organización Venezolana (ORVE), que fue el primer intento de consolidar un partido.

## Filosofía política
En el Plan de Barranquilla se analiza desde una perspectiva marxista la realidad venezolana, cuestionando aspectos como el caudillismo, el latifundismo y el capitalismo de la Venezuela de entonces, así el autoritarismo del régimen de Juan Vicente Gómez. Sin embargo, la propuestas específicas en general se han catalogado históricamente como moderadas.
Por su parte, María T. Leal señala a este documento como un «programa político de emergencia ante manifestaciones que anticipaban la inminente caída de la dictadura gomecista». Asimismo, Leal señala que es posible que ARDI difundiera este contenido básico para la población en general, pero que los miembros de la organización conocieran a más profundidad los cambios estructurales verdaderamente defendidos.
No obstante, según Germán Carrera Damas, el verdadero fundamento del Plan de Barranquilla no era articular una «acción revolucionaria», sino propiciar una práctica que permitiera aglutinar agentes políticos afines. Pocos años de fundarse ARDI, Betancourt expone en una carta de 1935 que considera que «el humanismo tendrá que llegar al comunismo», pero cree que antes se deben transitar por etapas intermedias.